# Gare de Parsac - Gouzon
Gare de Parsac - Gouzon vasútállomás Franciaországban, Parsac településen.

## Vasútvonalak
Az állomást az alábbi vasútvonalak érintik:
- Montluçon-Saint-Sulpice-Laurière-vasútvonal

## Kapcsolódó állomások
A vasútállomáshoz az alábbi állomások vannak a legközelebb:
- Gare de Busseau-sur-Creuse
- Gare de Lavaufranche